# خليفة بن دعيج آل خليفة
خليفة بن دعيج بن خليفة بن محمد بن عيسى آل خليفة من مواليد مارس و هو سياسي بحريني. شغل منصب رئيس ديوان ولي العهد من عام 2005، وحتى مايو 2021 ، ويشغل حاليًا منصب مستشار لولي العهد.

## السيرة الذاتية
تخرج من أكاديمية ساندهيرست العسكرية الملكية ثم حصل على بكالوريوس في التجارة الدولية والاستثمار من الجامعة الأميركية، واشنطن ثم ماجستير في إدارة الأعمال من جامعة جونز هوبكنز، بالتيمور ثم ماجستير في السياسة الاجتماعية من جامعة جورج تاون، واشنطن، الولايات المتحدة. كما حصل على شهادات في الإدارة العامة وإدارة المخاطر وإدارة الاستثمار إلى جانب حضور عدد من الدورات التخصصية.
عمل برتبة ضابط في وزارة الداخلية ثم عين مراقب الاستثمار الخارجي في الهيئة العامة لصندوق التقاعد ثم مدير إدارة الاستثمار في الهيئة العامة لصندوق التقاعد.
يتولى أيضا مناصب رئيس مجلس إدارة بنك البحرين والشرق الأوسط و عضو مجلس إدارة شركة عقارات السيف ورئيس اللجنة التنفيذية وعضو مجلس إدارة بنك البحرين والكويت وعضو في لجنة التدقيق وعضو مجلس إدارة حلبة البحرين الدولية.